# アレクセイ・ウフトムスキー

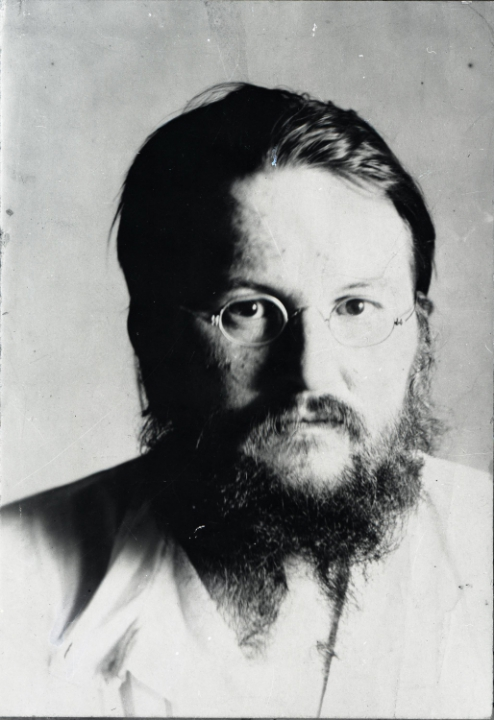
アレクセイ・ウフトムスキー

アレクセイ・アレクセーエヴィチ・ウフトムスキー（ロシア語: Алексе́й Алексе́евич Ухтомский, ラテン文字転写: Alexei Alekseevich Ukhtomsky 、1875年 6月25日（ユリウス暦6月13日）- 1942年 8月31日 ）は、ソビエト連邦の生理学者。ルイビンスク郡出身。ロシア生理学創成期の功労者。神経系における興奮と制止の諸過程を研究し、ヴヴェデンスキーとパブロフの学理を発展させてドミナントの原理を提起した。ドミナントとは、「ある時点において経過する中枢反応の性格を著しい程度予め定める支配的興奮巣」すなわち一定時間内の身体行動を規定するところの確かな興奮の動因のことである。ドミナントは他の興奮より優位でそれと共存する他の興奮層を制止するだけでなく、外部からの刺激により生じる興奮の作用でドミナント自体の興奮を一層強くする機能を持つ。通常の反射を制止し、外部刺激によりさらに興奮を強化するドミナントの機能を、ウフトムスキーは「注意を想起させる過程」であると評価した。また、リズム同化の説を提起した。これは、ヴヴェデンスキーの生理学的可変性に関する学説の展開で、個々の器官と同様に身体全体もまた、外部から作用する刺激のリズムに応じて自己の興奮のリズムを変調させ得るものであることを示す説である。また、ドミナントの原理とリズム同化の説は疲労の性質の解明の転機をもたらした。刺激と反応という心理学草創期の基底の発展限界を見極めた業績であった。

## 論文
- 「神経中枢の活動原理としてのドミナント」（1923年）

## 著書
- 『パラビオス説から見たリズム同化』（1926年）

## 講義教程
- 「運動器官の生理学」（1927年）（『神経系生理学概論』所収）